# The Deep
The Deep (1977) is een film geregisseerd door Peter Yates, gebaseerd op het gelijknamige boek (De diepte) van Peter Benchley. Met muziek van onder andere Donna Summer - Down, Deep Inside (Theme From The Deep).
Tijdens het duiken in Bermuda raakt een stel vakantiegangers betrokken in een gevaarlijke situatie als ze een fortuin aan drugs ontdekken in een wrak, en tegelijkertijd een 17e-eeuwse Spaanse schat vinden.

## Acteurs
| Acteur                | Personage         |
| --------------------- | ----------------- |
| Robert Shaw           | Romer Treecekl    |
| Jacqueline Bisset     | Gail Berke        |
| Nick Nolte            | David Sanders     |
| Louis Gossett jr.     | Henri Cloche      |
| Eli Wallach           | Adam Coffin       |
| Dick Anthony Williams | Slake             |
| Earl Maynard          | Ronald            |
| Bob Minor             | Wiley             |
| Teddy Tucker          | The Harbor Master |
| Robert Tessier        | Kevin             |
| Lee McClain           | Johnson           |